# Delegació del Govern d'Espanya a Galícia
La Delegació del Govern a Galícia és l'organisme de l'Administració Pública d'Espanya, dependent de la Secretaria d'Estat de Política Territorial, pertanyent al Ministeri de Política Territorial i Funció Pública, encarregat d'exercir la representació del Govern d'Espanya en la comunitat autònoma de Galícia.

## Seu
La seu de la Delegació es troba a la plaça d'Ourense, n. 11 de La Corunya.

## Delegats
| Dates del mandat | Dates del mandat | Delegat                                | Partit | Partit |
| ---------------- | ---------------- | -------------------------------------- | ------ | ------ |
| 20.08.1981       | 17.05.1996       | Domingo García-Sabell                  |        | PSOE   |
| 17.05.1996       | 12.05.2000       | Juan Miguel Diz Guedes                 |        | PP     |
| 15.05.2000       | 30.01.2004       | Arsenio Fernández de Mesa Díaz del Río |        | PP     |
| 23.04.2004       | 24.09.2009       | Manuel Ameijeiras Vales                |        | PSOE   |
| 24.09.2009       | 01.04.2011       | Antón Louro Goyanes                    |        | PSOE   |
| 01.04.2011       | 14.10.2011       | Miguel Ángel Cortizo Nieto             |        | PSOE   |
| 14.10.2011       | 05.01.2012       | José Manuel Pose Mesura                |        | PSOE   |
| 05.01.2012       | 14.11.2014       | Samuel Jesús Juárez Casado             |        | PP     |
| 14.11.2014       | 19.06.2018       | Santiago Villanueva Álvarez            |        | PP     |
| 19.06.2018       | 2021             | Francisco Javier Losada de Azpiazu     |        | PSOE   |
| 2021             | 2023             | José Miñones                           |        | PSOE   |
| 2023             | En el càrrec     | Xosé Ramón Gómez Besteiro              |        | PSOE   |

## Funcions
L'organisme està dirigit per un delegat, nomenat pel Govern, les funcions del qual, segons l'article 154 de la Constitució espanyola, són les de dirigir l'Administració de l'Estat al territori de la Comunitat Autònoma i la coordinarà, quan escaigui, amb l'administració pròpia de la Comunitat.

## Subdelegacions
El delegat del Govern a Galícia està assistit per quatre subdelegats del Govern. Hi ha una subdelegació a cada província de la comunitat autònoma:
- subdelegació del govern a la província de La Corunya (Avinguda Da Mariña, 23, 15001-La Corunya) ;
- subdelegació del govern a la província de Lugo (Carrer Armanyuá, 10, 27001-Lugo) ;
- subdelegació del govern a la província d'Ourense (Carrer Parque San Lázaro, 1, 32003-Ourense) ;
- subdelegació del govern a la província de Pontevedra (Plaça De España, S/N, 36002-Pontevedra).